# Chaldejská orákula
Chaldejská orákula jsou souborem duchovních textů sepsaných během 2. století v Sýrii Juliánem Chaldejcem a jeho synem Juliánem Theurgem, snad jako medijní psaní.  Název díla odkazuje na dávnou chaldejskou, tedy babylónskou, moudrost a popisuje komplikovaný obraz oduševnělého či živého vesmíru s řadou duchovních prostředníků. Podle Orákul je fyzický svět vězením ze kterého lze uniknout prostřednictvím askeze a theurgie. Chaldejská orákula byla velmi vážená a oblíbená mezi novoplatoniky jako Porfyrios, Proklos, Hieroklés a Syriános, systematicky theurgii obhájil Iamblichos ve svém díle O mystériích egyptských.
Podle kosmologie Orákul existuje mnoho sfér nejvyšší náleží zcela transcendentnímu Prvnímu Rozumu (Nús) a obývá ji trojice Otce, Velké Matky neboli Hekaté a Rozumu. Nížeji se pak nachází svět empyrejský kterému vládne Druhý Demiurgický Intelekt, svět éterický vedený Třetím Intelektem a elementální svět jehož vládcem je Hyperzokos „ohnivý květ“.